# Roland Nef
Roland Nef, né le 1er juillet 1959 à Frauenfeld, est un commandant de corps de l'armée suisse, nommé chef de l'armée dès le 1er janvier 2008. À la suite d'une polémique concernant ses relations avec une ex-compagne, sa démission est annoncée le 25 juillet 2008. Acceptée par le Conseil fédéral le 20 août, elle ne sera effective qu'au 28 février 2009, son contrat prévoyant un délai de résiliation de six mois, mais il est délié de ses obligations professionnelles immédiatement, et recevra en addition une indemnité de 275 000 francs.

## Biographie
Roland Nef est originaire d'Urnäsch dans le canton d'Appenzell Rhodes-Extérieures. Officier dans les troupes d'artillerie et licencié en droit de l'Université de Zurich, il prend la tête de la brigade blindée 11 dans le cadre d'Armée XXI. Le 1er janvier 2007, il devient commandant de la formation d'application des blindés et de l'artillerie à Thoune avec le grade de brigadier.
Le 8 juin 2007, il est nommé à la tête de l'armée suisse. Promu au rang de commandant de corps lors de son entrée en fonction le 1er janvier 2008, il succède alors à Christophe Keckeis.

## Polémique
Dans la première quinzaine du mois de juillet 2008, Roland Nef est pris dans une tourmente médiatico-politique. Les titres des journaux sont sans concession et mettent progressivement en doute la crédibilité du chef de l'armée ; Le Matin titre successivement en Une « Il fait honte au pays » puis « Il livrait son ex aux obsédés ». En effet, il a été nommé au poste de chef de l'armée suisse alors qu'une plainte de son ex-compagne était pendante contre lui. L'officier était accusé de harcèlement, de « contrainte ». Le Conseiller fédéral (ministre) de la Défense, au courant de cette situation litigieuse, n'avait pas jugé utile d'en informer ses collègues du gouvernement et a tout de même promu Roland Nef. La plainte a été classée après sa nomination. Il a en fait versé un dédommagement de plusieurs milliers de francs à son ex-compagne à titre de réparation. Lors d'une conférence de presse, tenue le 17 juillet, Roland Nef a refusé de démissionner et a décidé de porter plainte contre le journal helvétique Blick qui a, selon lui, atteint sa sphère privée par ses articles. Le 21 juillet 2008, il est suspendu de son poste en attendant que le Conseil Fédéral décide de le maintenir à sa fonction. Finalement, le 25 juillet 2008, il démissionne de son poste. Le 20 août, le Conseil fédéral accepte cette démission, mais celle-ci ne sera effective qu'au 28 février 2009, le contrat de Roland Nef prévoyant un délai de résiliation de six mois. Il est cependant délié de ses obligations professionnelles immédiatement, mais conserve son grade, et recevra en addition une indemnité de 275 000 francs.

## Grades
Durant sa carrière militaire, il a obtenu les grades suivants :
- 1988 : Premier-lieutenant, commandant d'une batterie d'obusiers blindés
- 1992 : Capitaine EMG (État-major général), chef du renseignement de la division de campagne 7
- 1995 : Major EMG, commandant du groupe d’obusiers blindés 33
- 1999 : Lieutenant-colonel EMG, sous-chef d’état-major des opérations de la division de campagne 7
- 2001 : Colonel EMG, chef d’état-major de la division de campagne 7
- 2002 : Brigadier, commandant de la brigade blindée 4
- 2004 : Brigadier, commandant de la brigade blindée 11
- 2007 : Commandant de la Formation d’application des blindés et de l’artillerie (Thoune)
- 2008 : Commandant de corps, Chef de l’armée dès le 1er janvier 2008

## Distinctions
|  |  |  |
|  |  |  |

|                  |                 | Insigne pour 950 jours de service |
| Pistolet degré 1 | Pointeur (arme) | Engagements à l’intérieur du pays |